# Maison de l'Histoire de la République fédérale d'Allemagne
Pour les articles homonymes, voir HDG.

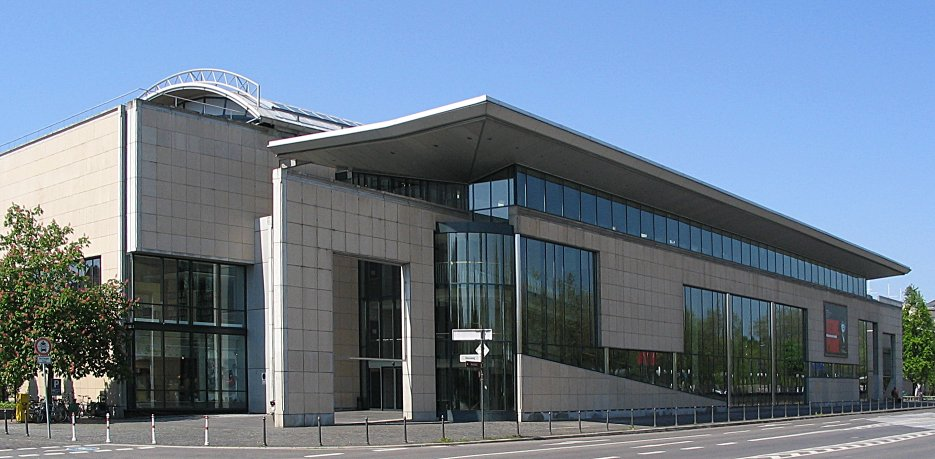
Bâtiment de la maison de l’Histoire de la République Fédérale d’Allemagne, dans le quartier des Musées à Bonn

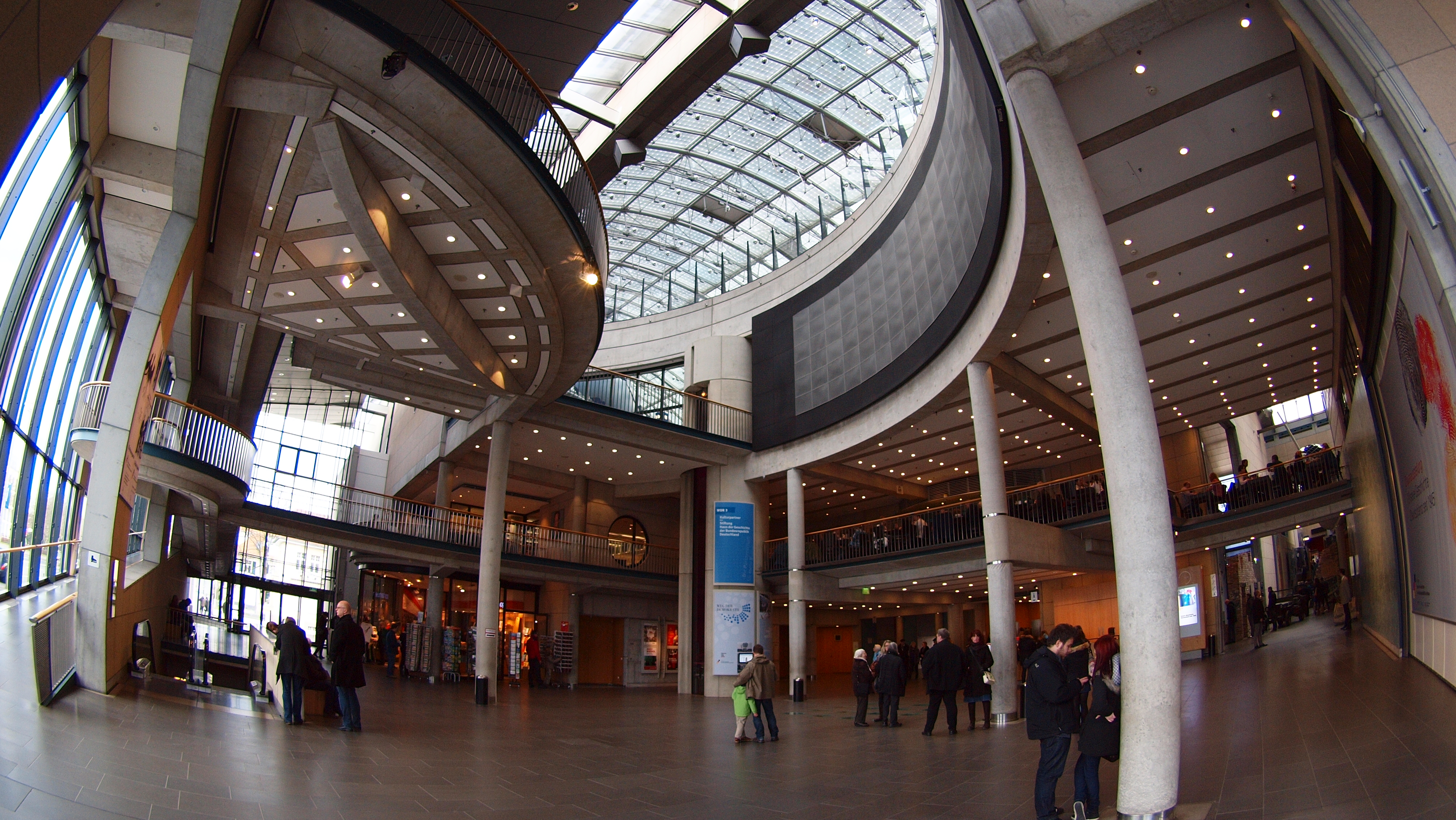
Hall d’entrée

La maison de l’Histoire de la République fédérale d’Allemagne (Haus der Geschichte der Bundesrepublik Deutschland, HdG) est un musée créé à Bonn en 1989 et ouvert en 1994, consacré à l’information et à la documentation sur l’histoire de la République fédérale d’Allemagne et de la République démocratique allemande.
Depuis 1999, elle a une antenne à Leipzig, le Forum d'histoire contemporaine Leipzig (Zeitgeschichtliches Forum Leipzig), consacré à l’histoire de la République démocratique allemande et en particulier à la vie quotidienne et à l’opposition au régime. En 2005, la maison de l'Histoire de la République Fédérale d'Allemagne a adopté la collection du design industriel (« Sammlung industrielle Gestaltung ») située dans la Kulturbrauerei à Berlin. Depuis novembre 2013, le « Museum in der Kulturbrauerei » présente la nouvelle exposition permanente « La vie quotidienne en RDA » (« Alltag in der DDR »). La Chancelière Angela Merkel a ouvert une nouvelle exposition dans le « Tränenpalast » à la gare Friedrichstraße Berlin le 14 septembre 2011. 
Le projet, dû à la volonté du chancelier Helmut Kohl, a pris la forme d’une fondation établie par une loi fédérale, et est soutenu et financé par la Fédération. L’entrée est gratuite.
Elle produit en collaboration avec le Musée historique allemand, situé à Berlin, une encyclopédie en ligne de l’histoire de l’Allemagne depuis 1871, appelée LeMO (Lebendiges Museum Online), qui propose 30 000 articles et 165 000 images et documents multimédias.
Le musée accueille de nombreux visiteurs : environ 850 000 personnes par an. C'est l'un des musées les plus visités d'Allemagne. 